# 동래 정씨 소평공파 종중묘역 및 석물
동래 정씨 소평공파 종중묘역 및 석물은 경기도 광주시 장지동에 있다. 2013년 10월 16일 광주시의 향토문화유산 제10호로 지정되었다.

## 개요
동래 정씨 소평공파종중 묘역은 소평공 정광세(1457∼1514)와 기묘명현의 한 사람인 정충량(1480∼1523) 부자를 위시하여 모두 7대에 결친 종중의 묘역이다.